# Monday James
Pour les articles homonymes, voir James.
Monday James est un footballeur nigérian né le 19 octobre 1986 à Lagos. Il évolue au poste de défenseur.

## Carrière
- 2002-2005 :  Bendel Insurance
- 2006-2009 :  Bayelsa United
- 2009 :  Hammarby IF (prêté par Bayelsa United)
- 2009-2013 :  Hammarby IF[1],[2]

## Palmarès
Avec le Nigeria :
- Finaliste de la Coupe du monde de football des moins de 20 ans 2005
- Médaille d'argent aux Jeux olympiques d'été de 2008